# فال‌آوت
فال‌آوت (به انگلیسی: Fallout) یک بازی ویدئویی در سبک نقش‌آفرینی و جهان باز است که توسط شرکت اینترپلی پروداکشنز ساخته و منتشر شده‌است. این بازی در فضایی پسا-آخرالزمانی و رتروفیوچریسم پس از یک جنگ هسته‌ای بین آمریکا و چین در زمان تاریخ جایگزین و اواسط قرن ۲۲ (۲۱۶۱) اتفاق می‌افتد. این بازی به عنوان نخستین قسمت در سری بازی‌های فال‌آوت به‌شمار می‌رود که بسیار نیز مورد تحسین منتقدین قرار گرفت. ادامه‌ای برای این بازی به نام فال‌آوت ۲ در سال ۱۹۹۸ منتشر شد.
فرهنگستان هنر و علوم تعاملی بازی فال‌اوت را نامزد دریافت بهترین بازی نقش‌آفرینی و همچنین، دستاورد برجسته در زمینه صدا و موسیقی تعاملی نمود. کنفرانس توسعه‌دهندگان بازی نیز فال‌اوت را برای جایزه بهترین بازی ماجراجویی جوایز اسپات‌لایت نامزد کرد. این بازی همین‌طور توانست جایزهٔ بهترین بازی نقش‌آفرینی و بهترین پایان را از گیم‌اسپات دریافت نماید و نامزد بازی سال این وبسایت برجستهٔ تعاملی نیز شد. موفقیت‌های پی‌درپی این بازی به همین موارد ختم نشد و فال‌اوت توانست به تالار مشاهیر گیم‌اسپای، گیم‌اسپات و کامپیوتر گیمینگ ورلد راه یابد.
تمام دستاوردهای فوق در حالی بود که گیم‌پلی و مکانیزم تعاملی بازی برخلاف تمام ساخته‌های پیشین استودیوی توسعه‌دهنده بود و به همین مناسبت، در همان آغاز شروع پروژه به دلیل ریسک زیاد و نگرانی از بابت بازخورد منفی (شکست تجاری) و عدم استقبال مخاطبان ۳ مرتبه تا آستانهٔ فروپاشی نیز پیش رفته بود.

## داستان
در سال ۲۱۶۱ که تراشه تصفیه آب والت ۱۳ خراب شده، ناظر والت ۱۳ کاراکتر اصلی بازی Vault Dweller را به دنبال تراشه در والت ۱۵ می‌فرستد. اما هنگامی که Vault Dewllwer از والت خارج می‌شود در بین مسیر به روستای کوچکی با نام شیدی سندز می‌رسد (بازیکن می‌تواند در اینجا مأموریت‌های فرعی مربوط را انجام دهد).
پس از  کمک به نابودی عقرب‌های رادیو اکتیو Vault Dewller به والت ۱۵ می‌رسد اما در آنجا متوجه می‌شود بخشی که در آن تراشه قرار دارد، پس از حمله Raiderها به والت ۱۵ زیر سنگ‌ها مدفون شده‌است. کاراکتر پس از آن به جستجو در زمین تلف شده (Wasteland) می‌پردازد. تا اینکه در والت ۱۲ که در زیر  نکروپولیس قرار دارد تراشه را پیدا می‌کند و به والت ۱۳ بازمی‌گردد. در آنجا گزارش گشت و گذار خود را به ناظر والت تحویل می‌دهد و ناظر متوجه می‌شود که گروهی در حال ساخت ابر جهش‌یافته هستند. سپس به Vault Dweller مأموریت نابودی رهبر گروه یونیتی یعنی  The Master و نابودی مقر اصلی آن‌ها در Mariposa  را می‌دهد.Vault Dweller پس از عضویت در اخوان فولادی (Brotherhood of steel) و درخواست کمک از آن‌ها به Mariposa حمله می‌کند و آنجا را نابود می‌کند و همچنین The Master را به قتل می‌رساند. اما هنگامی که به والت ۱۳ بازمی‌گردد ناظر به او می‌گوید که باید والت ۱۳ را ترک کند. بعدها Vault Dweller روستای  Arroyo را به کمک دیگران که در نتیجه اعتراض به اقدام ناظر والت از والت ۱۳ فرار کرده‌اند می‌سازد و ماجراهای فال‌آوت در فال‌آوت ۲ در این روستا ادامه پیدا می‌کند.